# Fångstmarksgrav

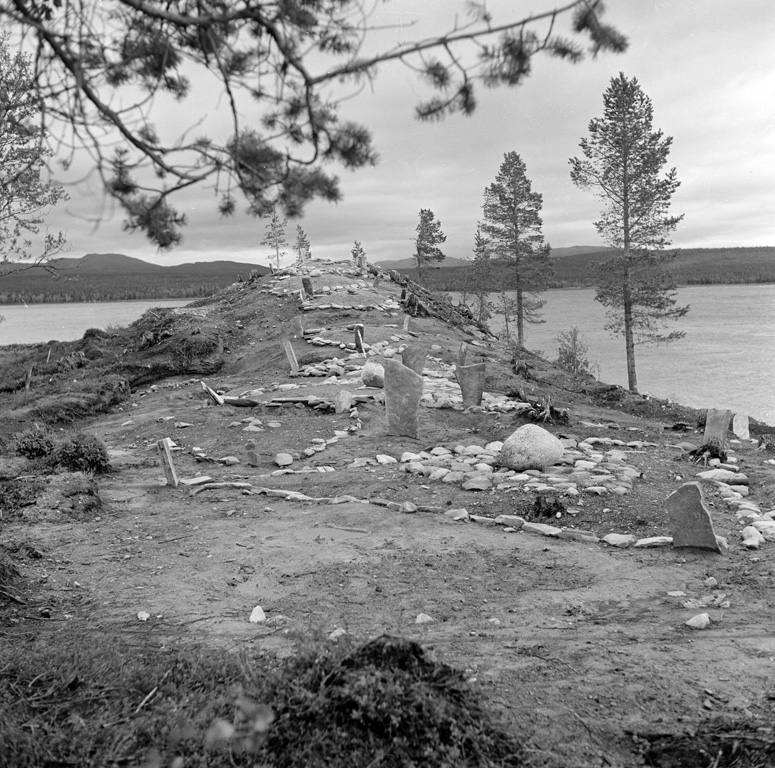
Gravfältet på Krankmårtenhögen, daterat till 200 f.Kr.–200 e.Kr.

Fångstmarksgrav är en typ av förhistorisk grav som ligger i ett område där jakt och fiske troligen varit viktigare än jordbruk. Oftast påträffas sådana gravar på uddar i skogssjöar. Ordet används framför allt om gravar i Sverige och Norge. De äldsta fångstmarksgravarna är daterade till förromerska järnåldern (ca 200 f.Kr.) och består av trekantiga eller runda stensättningar, ofta flera stycken tillsammans, med brända och krossade människoben. I gravarna hittas även ben av andra vilda djur och ovanpå kan horn av älg och ren ha placerats. Senare gravar är ofta enklare och innehåller ben av tamboskap i stället för av vilda djur. I de senast anlagda fångstmarksgravarna, från medeltiden och framåt, har kropparna begravts hela, ibland inlindade i näver. 
Etniciteten hos de människor som anlade fångstmarksgravarna är omdiskuterad. Det finns forskare som menar att de var samer, vilket i så fall innebär att det samiska området sträckte sig betydligt längre söderut i forntiden än idag. Andra forskare menar att gravarna anlagts av germaner. Åter andra ser frågan om gravfolkets etnicitet som omöjlig att besvara eller som ointressant. Skelettgravar med kroppar inlindade i näver anses dock generellt vara samiska. 

## Definition

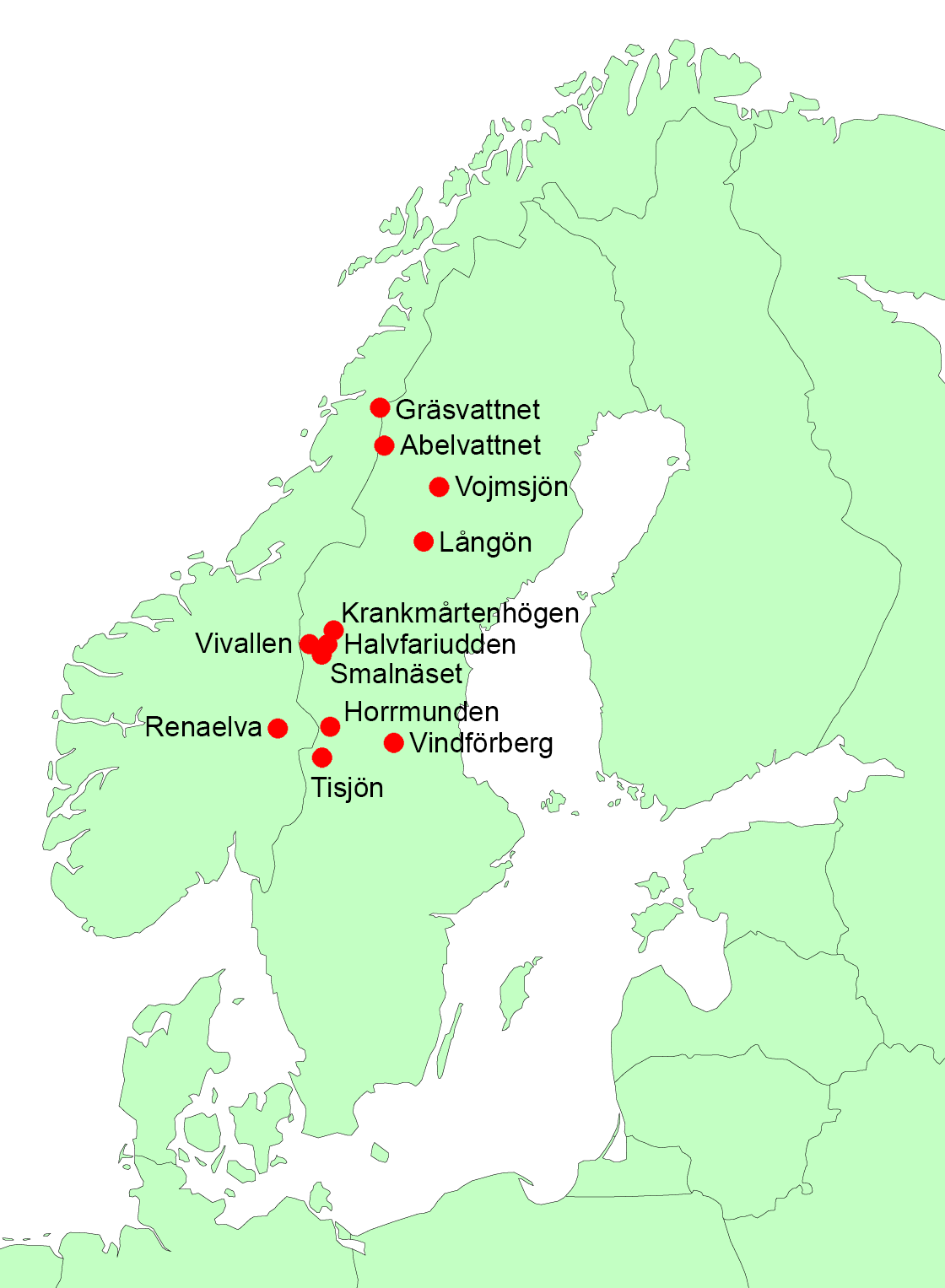
Karta över fångstmarksgravar som nämns i artikeln.

Fångstmarksgravar är förhistoriska gravar som ligger utanför kända bygder, i områden som är mer gynnsamma för jakt och fångst än för jordbruk. Termen myntades av arkeologen Martin Gollwitzer för att föra samman de två fornlämningstyper som tidigare har kallats för insjögravar respektive fjällgravar. Insjögravar är framför allt kända från skogsområden i Dalarna, Härjedalen och Jämtland, medan fjällgravar främst hittats i Norges centrala fjällområden. Eftersom gränsen mellan Sverige och Norge är en mycket sen företeelse menade Gollwitzer att de två gravtyperna bör betraktas som varianter av samma fenomen.

### Skogsrösen, skogsgravar, insjögravar eller utmarksgravar
Gravanläggningar belägna vid sjökanter långt från jordbruksbygderna urskildes som en egen fornlämningstyp på 1930-talet av Gustaf Hallström som kallade dem för skogsrösen. Inga Serning valde att i stället kalla dem för skogsgravar eftersom de inte egentligen är rösen utan fyllda stensättningar eller låga högar. Klas-Göran Selinge föreslog i stället termen insjögravar eftersom utbredningen av skog säger mer om hur landskapet ser ut idag än om gravarnas ursprungliga miljö. Han påpekade också att det måste ha varit stranden snarare än skogen som varit relevant för de människor som anlade gravarna. Ytterligare en benämning som har förekommit är utmarksgravar.

## Förekomst

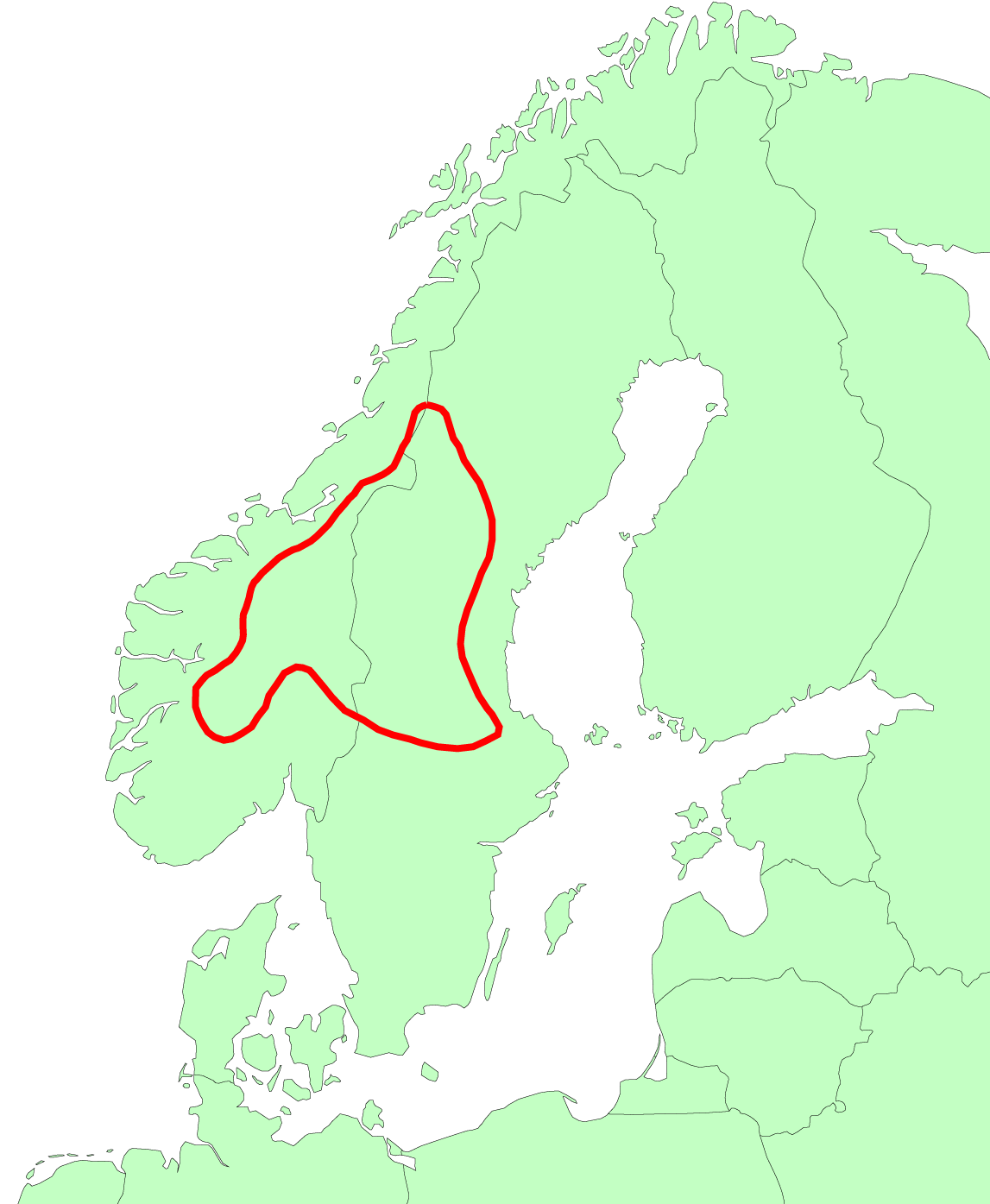
Fångstmarksgravarnas utbredningsområde enligt Jostein Bergstøl. Gravarna i södra Lappland ligger utanför det markerade området.

I Sverige finns ungefär 700 förhistoriska gravar som ligger vid stränder utan kontakt med historisk bygd. De förekommer framför allt i Dalarna, Härjedalen och Jämtland samt i mindre utsträckning i Hälsingland, västra Medelpad och norra Ångermanland. Även några gravar i södra Lappland (vid Vojmsjön, Abelvattnet och Gräsvattnet) räknas ibland till fångstmarksgravarna.
I Norge finns fångstmarksgravar framför allt i fjällmiljö, men ett par gravar av samma typ som de svenska insjögravarna har påträffats vid Renaelva i Østerdalen i Hedmark fylke.

## Kronologi

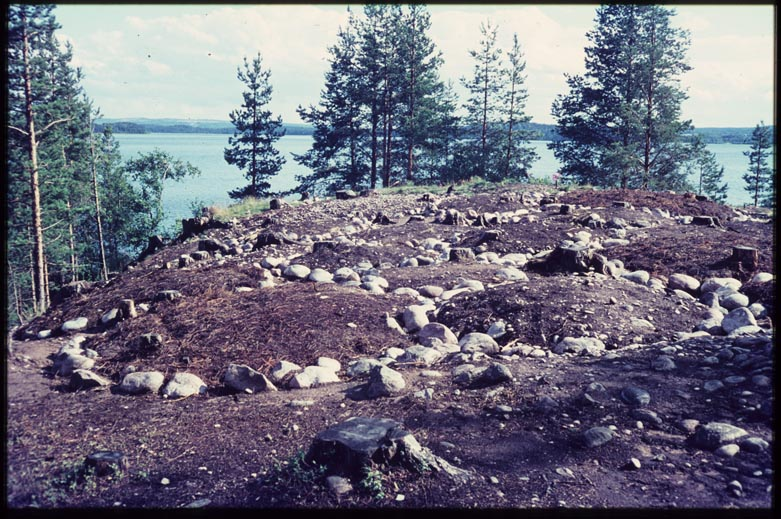
Vindförbergs gravfält i Dalarna, daterat till 150–400 e.Kr, hör till det andra skedets gravfält.

Fångstmarksgravarna kan grovt indelas i tre grupper. De äldsta, anlagda ungefär 200 f.Kr–200 e.Kr, är gravfält med flera tiotals gravar i fjällnära miljö. Denna grupp består framför allt av gravfälten Krankmårtenhögen och Smalnäset. De består av noggrant anlagda, trekantiga eller runda stensättningar med brandgravar där benen har lagts i en hartstätad ask som placerats i stensättningens mitt och täckts över med en stenhäll. På gravarna har horn av älg och ren placerats och i gravarna hittas ben av flera olika sorters vilda djur. I nästa skede, fram till ungefär 600 e.Kr., anläggs gravfält av lite mindre storlek (omkring fyra–tio gravar) med stensättningar vars konstruktionsdetaljer inte är lika fint utarbetade. Till denna grupp hör gravfälten på Vindförberg, vid Horrmunden och vid Tisjön. Benen har inte lagts i ett kärl utan ligger helt eller delvis kringspridda i ett brandlager. I dessa gravar förekommer inte ben av vilda djur men däremot av småboskap som får eller get samt svin. Dessa yngre gravar påträffas över ett större område men ligger fortfarande i sjönära lägen. I det sista skedet, från ungefär 600 e.Kr. och fram till tidig medeltid, består gravarna av mycket låga stensättningar eller ibland nästan omarkerade brandfläckar. Överbyggnaden ger ett slarvigt intryck, men gravgodset kan vara rikligare än tidigare. Dessa gravar påträffas inte bara vid sjöar utan även vid mindre vattendrag och även utan direkt kontakt med vatten.
Fjällgravarna i Tröndelag, Hedmark, Jämtland och Härjedalen har framför allt tillkommit efter 600 e.Kr.
En del gravar passar inte in i ovannämnda kronologi, exempelvis Halvfariuddens gravfält som har stora likheter med Krankmårtenhögen och Smalnäset, bland annat genom att horn av älg och ren påträffats, men som daterats till 600-talet e.Kr. Bland de senast anlagda fångstmarksgravarna finns några som inte är brandgravar utan skelettgravar där kropparna lindats in i björknäver. Dit hör gravarna på Vivallen som daterats till 1000- och 1100-talen. Vid Abelvattnet finns både brandgravar från järnåldern och skelettgravar från omkring 1500–1600.

## Samhället kring gravarna

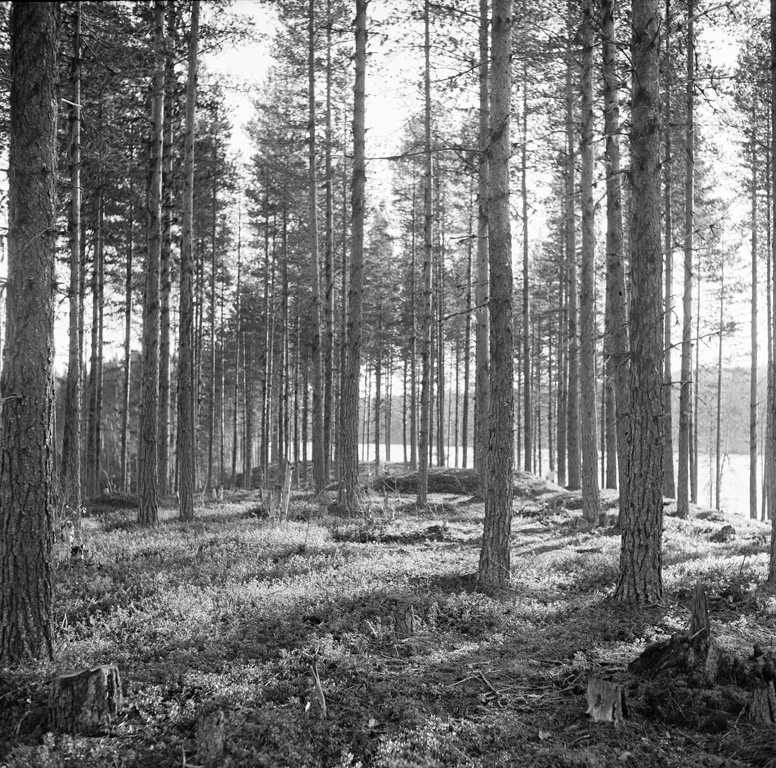
I gravarna på Långön i Hoting har hittats föremål som vittnar om långväga handelskontakter.

Tidigare har det förts en diskussion om huruvida fångstmarksgravarna anlagts av ett fångstfolk som var verksamt i området eller om människor från jordbruksbygderna som vistats där tillfälligt, antingen för att själva bedriva fångst eller för att handla med den lokala fångstbefolkningen. Sedan flera boplatser från järnålder hittats inom de områden där fångstmarksgravarna ligger har det blivit alltmer troligt att gravarna anlagts av ett lokalt fångstfolk. Detta folk verkar efterhand också ha börjat hålla småboskap och kanske även bedriva viss odling.
Fångstmarksgravarna är tydligt influerade av det samtida gravskicket i jordbruksbygderna i Sverige och Norge. Det visar att det redan under äldre järnålder fanns nära kontakter mellan fångstmarkerna kring Dalälven, Ljusnan och Ljungan och jordbruksbygderna. Under mellersta järnåldern sprider sig seden med brandgravar norrut till Indalsälvens vattenområde. Troligen stod dessa människor i kontakt med kustbygderna i Hälsingland och Medelpad. Under vikingatid når gravskicket Ångermanälvens övre delar (Långön och Vojmsjön). Samtidigt upplever byderna i nedre Ådalen en högkonjunktur, vilket visar sig i rika gravgåvor och silverskatter. Detta kan vara en följd av utbytet med inlandets fångstbefolkning.

## Etnicitet
Fångstmarksgravarna är en fornlämningstyp som förekommer inom det område där samerna dominerat i historisk tid men också utanför detta. Detta har lett till en vetenskaplig diskussion om huruvida det går att fastställa etniciteten hos de människor som anlade gravarna och huruvida de i så fall var samer eller germaner. Hittills (år 2024) har ännu inga av skeletten i gravarna DNA-testats.[källa behövs]

### Samiska lämningar?

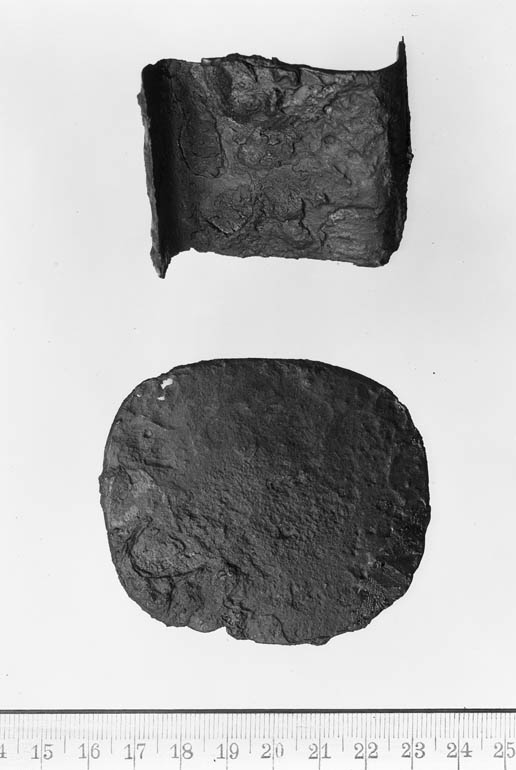
Gravfynd från Norra Bredsundsnäset. Den övre, Z-formiga skinnskrapan anses vara typiskt samisk.

Den som mest entydigt tagit ställning för en samisk etnicitet är Inger Zachrisson. Hon menar att detta är särskilt tydligt i fråga om de äldsta gravarna med sina lämningar efter offer av jaktbyten. Även de senare gravarna, från folkvandringstid–vendeltid, har ett gravgods med föremålstyper som hör hemma i samisk kultur, påpekar Zachrisson. Dit hör de Z-formiga skrapor som hittats vid Tisjön och på Norra Bredsundsnäset vid Horrmunden i Dalarna. I gravarna hittas även bronssmycken av östliga typer som brukar anses typiska för fyndplaser med samiska lämningar. Zachrisson hänvisar också till att dräktprydnaderna i gravarna verkar ha använts på ett annat sätt än vad som varit brukligt i germansk eller finsk kultur och menar att detta tyder på att de har införlivats i en annan kultur.
Inger Zachrisson ser dessutom själva placeringen vid sjöstränder som ett uttryck för en gammal samisk världsuppfattning med tre parallella världar. Vid stranden möter land vatten och blir en plats med särskilt betydelse. På samma sätt tolkar hon fjällgravarnas placering på fjälltoppar med vid utsikt, där land möter himmel.
Zachrissons uppfattning är omdiskuterad när det gäller järnålderns brandgravar, men när det gäller medeltida skelettgravar där kropparna svepts i björknäver tycks forskarna vara tämligen eniga om att de ska betraktas som samiska. Det gäller särskilt gravarna på Vivallen där även en kåtatomt påträffats i närheten.

### Germanska lämningar?
Den som tydligast hävdat att insjögravfälten anlagts av ett germanskt folk är Evert Baudou. Han påpekar att gravfält med tresidiga anläggningar från samma tid har påträffats även i Uppland och i sydöstra Norge. Att de brända benen placerats i en hartstätad ask och lagts under en täckhäll med en rund sten ovanpå är också karaktäristiskt. Han menar att detta innebär att gravarna kan knytas till germansk etnicitet. Evert Baudou påpekar också att det i gravarna på Krankmårtenhögen och Smalnäset saknas asbestkeramik, som anses vara arkeologiskt utmärkande för samisk etnicitet under den aktuella tiden. Sammantaget menar han att dessa gravfält kan knytas till germansk etnicitet men inte till samisk.

### Svårtolkade lämningar?
Bjørnar Olsen och Lars Ivar Hansen avvisar inte Inger Zachrissons tolkning av fångstmarksgravarna som samiska men förhåller sig ändå avvaktande. De håller med om vissa fakta talar för att fångstmarksgravarna kan identifieras som samiska men ser de det inte som självklart att detta gäller samtliga gravar från hela tillkomstperioden. De påpekar att de etniska relationerna i Mellanskandinavien under järnålder och tidig medeltid kan ha tagit sig andra uttryck än vad som var fallet längre norrut och i senare tid. Gravarnas blandade karaktär i fråga om både föremålstyper och utsmyckning vittnar enligt Olsen och Hansen om kreolisering, alltså en situation där kulturerna inte är tydligt avgränsade. De menar att de inblandade människornas identitet kan ha skilt sig både från den germanska och från den samiska. 
Stig Welinder diskuterar frågan men levererar inget svar. Han konstaterar att fångstfolket genom att överta gravläggningsritualer från människor i kringliggande jordbruksbygder markerade en likhet i förhållande till dessa människor. Djurceremonielet där delar av älg, ren och björn placerades i och på gravarna innebar samtidigt en markering av olikhet gentemot samma människor. Welinder tar inte ställning till vilken etnicitet någondera gruppen identifierade sig med. Han anser helt enkelt frågan vara fel ställd.
Jostein Bergstøl intar en liknande ställning och är kritisk till att det blivit så viktigt att avgöra huruvida det varit samer eller nordbor som anlagt fångstmarksgravarna. Han menar att tvåkulturssynen har blivit till en tvångströja i den vetenskapliga diskussionen. 

### Ny språkforskning
Ytterligare en forskare som gett sig in i debatten är den finländska språkforskaren Minerva Piha, som kombinerat lingvistiska och arkeologiska perspektiv. Piha har gjort en jämförande studie av daterbara germanska lånord i sydsamiskan och arkeologiska fyndkategorier i fångstmarksgravar från Jämtland och Dalarna. Piha argumenterar för att de äldsta fångstmarksgravarna anlagts av personer som talade ett paleoeuropeiskt språk (däribland Krankmårtenhögen i Härjedalen från 200 f.Kr.–200 e.Kr.). Detta var olika språk som föregick de senare inkomna indoeuropeiska och uraliska språken. Tiden efter 200 e.Kr. etablerades det sydursamiska språket i området, som senare gav upphov till sydsamiska. Språket blev kraftigt uppblandat med det paleoeuropeiska substratspråket(en) och kom senare att ersätta den. Befolkningen som anlade fångstmarksgravarna kan också ha bedrivit boskapsskötsel (ej renskötsel). Denna hypotetiska språkövergång understryker vikten av att skilja på etnicitet, kultur och språk, som visserligen är nära sammankopplade men skilda företeelser.